# Свято-Троицкий Шихобаловский монастырь
Свя́то-Тро́ицкий (Шихоба́ловский) монасты́рь — православный женский монастырь Самарской епархии, действовавший в Бузулукском уезде Самарской губернии (ныне территория посёлка Центральный Богатовского района Самарской области) с начала XX века. Создан в имении самарского купца и благотворителя А. Н. Шихобалова. Он же выстроил за свой счёт все монастырские постройки. При монастыре действовали школа, мастерские. Службы велись в большом храме, вмещавшем до 800 человек.
После установления советской власти монастырь некоторое время существовал под видом трудовой артели, затем был закрыт, а большинство построек разрушено. Сохранилось несколько бывших монастырских зданий, ныне входящих в жилой фонд посёлка Центральный, построенного на месте монастыря.

## История

### Община

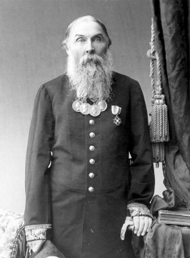
Антон Шихобалов

Известный самарский купец, почётный гражданин Самары Антон Николаевич Шихобалов летом 1897 года обратился в Самарскую духовную консисторию с просьбой о разрешении ему создать женскую православную общину .
Для обустройства общины Шихобалов выделил участок в 500 десятин 650 сажен земли ценностью до 30 тысяч рублей в Бузулукском уезде Самарской губернии в десяти верстах от станции Грачёвка Оренбургско-Ташкентской железной дороги, и в 2 верстах от реки Самара, на которой стояла мельница Шихобалова. Место было выбрано исходя из предполагавшихся целей общины — распространения православия среди разного рода сектантов, которых было много в Бузулукском уезде.
После получения согласия епархиального руководства, 21 сентября 1897 года было освящено место для будущей общины, началось строительство храма. Для строительства монастыря была выбрана возвышенная поляна, со всех сторон окружённая лесом, неподалеку находилось озеро.
15 апреля 1898 года Святейший Синод своим указом № 2094 утвердил создание женской общины. 4 октября 1898 года при большом скоплении народа состоялись освящение храма и церемония открытия обители самарским епископом Гурием. На церемонии, в переполненном храме, пели два хора: архиерейский и хор Иверского женского монастыря. При основании общины в ней проживало 57 сестёр, в основном переведённых из Самарского Иверского монастыря. Первой настоятельницей стала монахиня Мастридия (М. Н. Казенникова).
Шихобалов, помимо земельного участка, предоставил общине 10 тысяч рублей неприкосновенного капитала в государственном банке, предназначенные на содержание монастырского причта, а также построил за свой счёт деревянный храм, освященный во имя Пресвятой Троицы, после чего община стала именоваться Свято-Троицкой, помещения для сестёр и здание для школы.

### Монастырь
20 июля 1901 года указом Святейшего Синода община была преобразована в Свято-Троицкий общежительный монастырь. К этому времени в обители проживало 103 человека.
В 1902 году настоятельница Мастридия скончалась, и монастырь возглавила игуменья Елизавета (Е. В. Паршина), занимавшая эту должность до 1916 года.
В 1907 году при монастыре открылась церковно-приходская школа. Для неё было выстроено специальное здание, с помещением для учительницы и общежитием для девочек. В первый год в школе училось 22 девочки из различных сословий, находившихся на полном монастырском обеспечении. Первым преподавателем Закона Божьего был священник Константин Знаменский, а учительницей — дочь дьякона В. П. Китайцева. В 1910 году школьной учительницей стала дочь священника Л. Я. Краснослободская. Также при монастыре действовали иконописная и рукодельная мастерские.
С 1916 года и до закрытия монастыря в нём проживало 153 человека, в том числе одна игуменья-настоятельница, 28 манатейных монахинь, 50 рясофорных послушниц, 57 послушниц и 17 девочек-сирот.

### Монастырь при советской власти
После установления советской власти были конфискованы все вклады и денежные средства монастыря, но сам монастырь продолжал существовать под видом трудовой артели «Пчёлка».
Окончательно монастырь был закрыт в 1920-х годах, точная дата закрытия пока не установлена. На территории разместилась колония для беспризорников, а храм использовался как клуб. Позднее многие монастырские строения были разрушены, в том числе и храм. Материалы, полученные при разборке храма, использовались для строительства военкомата в райцентре и школы в соседнем селе. Впоследствии оба здания сгорели.
После окончания Великой Отечественной войны на бывшей монастырской территории открылось подсобное хозяйство завода «Прогресс» — свинокомплекс, впоследствии образовался посёлок Центральный.
В настоящее время от монастыря сохранилось двухэтажное здание школы, используемое как жилой дом, монастырское кладбище, а также нижний этаж игуменского корпуса, также используемый для жилья (ул. Центральная 32).

## Владения
Монастырю принадлежали обширные земельные угодья площадью более 2 тысяч десятин. Самый крупный участок, в 1216 десятин, находился около села Тростянки. Большая часть земель сдавалась в аренду местным крестьянам.
На усадебной монастырской территории находилось три деревянных двухэтажных корпуса. В одном размещались трапезная и кельи для сестёр, в другом — просфорная и кухня, в третьем игуменья и ещё 10 келий. Также имелось ещё 4 хозяйственных корпуса. Усадебная территория была огорожена, в ограде было трое ворот. Южные ворота назывались Святыми и были устроены в виде часовни с железной крышей и крестом наверху.
За оградой размещались странноприимный дом, построенный в 1900 году для богомольцев, пекарня и прачечная. С юго-восточной стороны монастыря находилось кладбище, на котором хоронили в том числе и мирян. На кладбище находился также семейный склеп Шихобаловых, в котором погребены останки матери Антона Николаевича Ксении Яковлевны. С северо-восточной стороны находилась пасека.
Монастырь владел фруктовым садом, на разведение которого А. Шихобалов пожертвовал 100 саженцев яблони.

### Монастырские храмы
В монастыре был один храм. Это была деревянная двухпрестольная церковь, главный престол которой был освящён епископом Гурием 4 октября 1898 года во имя Пресвятой Троицы, а 5 октября был освящён придел во имя иконы Божией Материй «Слово плоть бысть» и святителей Феодосия Черниговского и Антония Печерского. Храм был тёплый, с калориферным отоплением, крытый железом. Вмещал до 800 молящихся. Автором проекта храма был губернский архитектор А. К. Левенштерн, строительство его велось под наблюдением известного самарского купца, зятя А. Шихобалова, В. М. Сурошникова, принимавшего деятельное участие в строительстве.
При храме была деревянная колокольня, под которой размещалась келья, где читали псалтырь. Храм был оштукатурен, снаружи окрашен масляной краской, внутри храм был расписан изображениями святых. Храмовые праздники отмечались 25 мая в честь Святой Троицы в главном приделе, 5 февраля, 9 марта и 10 июля в приделе в честь иконы «Слово плоть бысть», святителей Феодосия Черниговского и Антония Киево-Печерского соответственно. Иконы для храма были написаны известными палехскими художниками Белоусовыми.
В 1913 году дочь Шихобалова, М. А. Сурошникова выделила средства на капитальный ремонт в храме. В том числе был заново отделан иконостас и отреставрирована настенная роспись.
В храме находились две особо чтимые иконы: копия с Албазинской иконы Божией Матери «Слово Плоть Бысть» и копия с чудотворной Смоленской иконы Божией Матери с частицами мощей великомученика и святителя Пантелеимона, привезённые Антоном Шихобаловым из Афонского Андреевского скита.